# Ifmad
Il Forum Internazionale sui Disordini dell'Umore e dell'Ansia (International Forum on Mood and Anxiety Disorders) o IFMAD é una organizzazione professionale dedicata ad alzare il livello di consapevolezza delle ultime linee di pensiero ed innovazioni nel trattamento dei disturbi dell'umore e dell'ansia, nonché nella promozione dello scambio di idee tra psichiatri della comunità globale.
IFMAD è stata fondata nel 2000 da Siegfried Kasper e Stuart Montgomery, col supporto di un comitato scientifico costituito dalle più eminenti figure di spicco internazionale nell'ambito del trattamento dei disturbi dell'umore e dell'ansia.

## Attività
IFMAD organizza ogni anno un congresso per promuovere il dibattito ed evidenziarele ultime novità in fatto di ricerca sul trattamento dei disturbi dell'umore e dell'ansia.

## Conferenze
| Anno | Titolo                                                                               | Sede              | Abstract | Programma finale | Sito web | Riferimenti |
| ---- | ------------------------------------------------------------------------------------ | ----------------- | -------- | ---------------- | -------- | ----------- |
| 2025 | "20th International Forum on Mood and Anxiety Disorders (IFMAD) (4 - 6 giugno 2025)" | Budapest          |          |                  | [ 1 ]    | [ 2 ]       |
| 2021 | "19th International Forum on Mood and Anxiety Disorders (22 - 24 luglio 2021)"       | Edizione virtuale |          | [ 3 ]            | [ 4 ]    |             |
| 2019 | "18th International Forum on Mood and Anxiety Disorders (4 - 6 luglio 2019)"         | Vienna            | [ 5 ]    | [ 6 ]            | [ 7 ]    | [ 8 ]       |
| 2017 | "17th International Forum on Mood and Anxiety Disorders (14 - 17 dicembre 2017)"     | Madrid            | [ 9 ]    | [ 10 ]           | [ 11 ]   | [ 12 ]      |
| 2016 | "16th International Forum on Mood and Anxiety Disorders (8-10 dicembre 2016)"        | Roma              | [ 13 ]   | [ 14 ]           | [ 15 ]   |             |
| 2015 | "15th International Forum on Mood and Anxiety Disorders (2-4 dicembre 2015)"         | Praga             | [ 16 ]   | [ 17 ]           | [ 18 ]   |             |
| 2014 | "14th International Forum on Mood and Anxiety Disorders (10-12 dicembre 2014)"       | Vienna            | [ 19 ]   | [ 20 ]           | [ 21 ]   |             |
| 2013 | "13th International Forum on Mood and Anxiety Disorders"                             | Monaco            | [ 22 ]   | [ 23 ]           | [ 24 ]   |             |
| 2012 | "12th International Forum on Mood and Anxiety Disorders"                             | Barcellona        | [ 25 ]   | [ 26 ]           | [ 27 ]   |             |
| 2011 | "11th International Forum on Mood and Anxiety Disorders"                             | Budapest          | [ 28 ]   | [ 29 ]           | [ 30 ]   |             |
| 2010 | "10th International Forum on Mood and Anxiety Disorders"                             | Vienna            | [ 31 ]   | [ 32 ]           |          |             |
| 2009 | "9th International Forum on Mood and Anxiety Disorders"                              | Monaco            | [ 33 ]   | [ 34 ]           |          |             |
| 2008 | "8th International Forum on Mood and Anxiety Disorders"                              | Vienna            | [ 35 ]   | [ 36 ]           |          |             |
| 2007 | "7th International Forum on Mood and Anxiety Disorders"                              | Budapest          | [ 37 ]   | [ 38 ]           |          |             |
| 2006 | "6th International Forum on Mood and Anxiety Disorders"                              | Vienna            | [ 39 ]   | [ 40 ]           |          |             |
| 2005 | "5th International Forum on Mood and Anxiety Disorders"                              | Vienna            | [ 41 ]   | [ 42 ]           |          |             |
| 2003 | "4th International Forum on Mood and Anxiety Disorders"                              | Monaco            | [ 43 ]   | [ 44 ]           |          |             |
| 2002 | "3rd International Forum on Mood and Anxiety Disorders"                              | Monaco            |          | [ 45 ]           |          |             |
| 2001 | "2nd International Forum on Mood and Anxiety Disorders"                              | Monaco            |          |                  |          |             |
| 2000 | "1st International Forum on Mood and Anxiety Disorders"                              | Monaco            |          |                  |          |             |